# Смуглая леди
«Смуглая леди» или «Тёмная леди» — женщина, которой адресован ряд сонетов Уильяма Шекспира (со 127-го по 154-й). Её имя неизвестно, у исследователей есть разные предположения о том, кого Шекспир мог иметь в виду. «Смуглая леди» изображена как объект любви, при этом автор явным образом противопоставляет её петраркианскому идеалу женской красоты.

## Гипотезы о личности
Эмилия Ланьер
А. Л. Роуз первым предположил, что «Смуглой леди» могла быть поэтесса Эмилия Ланьер (1569—1645). Эту гипотезу поддержал и ряд других авторов. Неизвестно, какого цветы были волосы у Ланьер, но её двоюродных братьев Бассано называли black, «черными» — в то время это было обычным обозначением брюнетов или смуглых людей. Поскольку Эмилия Ланьер происходила из семьи придворных музыкантов, ей подходит и шекспировское описание женщины, играющей на вёрджинеле в сонете 128. В сонете 152 Шекспир утверждает, что лирическая героиня забыла «обет супружеский» (перевод Самуила Маршака), предположительно намекая на отношения Ланьер с покровителем Шекспира, лордом Хансдоном. Впрочем, у гипотезы много противников. Мартин Грин считает, что аргументы Роуза несостоятельны, но его версия всё же верна.
Историк театра и драматург Эндрю Б. Харрис написал пьесу «Разоблаченная леди», которая рассказывает о том, как Роуз распознал в Ланьер «Смуглую леди» В 2005 году английский дирижёр Питер Бассано, потомок дяди Эмилии, высказал предположение, что её перу принадлежат некоторые тексты для музыкального сборника Уильяма Берда «Разные песни» (1589, Songs of Sundrie Natures), посвященного лорду Хансдону, и что одна из песен — английский перевод итальянского сонета Of Gold all Burnisht — возможно, была использована Шекспиром в качестве отправной точки для его пародийного сонета 130: «Ее глаза на звезды непохожи» (пер. С. Маршака). Ирландский поэт Найл Макдевитт тоже считает, что Ланьер была Смуглой леди: «В какой-то момент она отвергла его ухаживания, и он так и не смог вернуть её расположение… Это настоящая история безответной любви».